# Islandia en los Juegos Olímpicos de Río de Janeiro 2016
Islandia estuvo representada en los Juegos Olímpicos de Río de Janeiro 2016 por un total de 8 deportistas que compitieron en 4 deportes. Responsable del equipo olímpico es la Asociación Olímpica Nacional de Islandia, así como las federaciones deportivas nacionales de cada deporte con participación.
El portador de la bandera en la ceremonia de apertura fue el yudoca Þormóður Árni Jónsson. El equipo olímpico de Islandia no obtuvo ninguna medalla en estos Juegos.